# Jules (motor)
Jules is een historisch merk van hulpmotoren.
Jules: Leopold Skrivanek, Moto Praga-Jules, Brno (1929-1934).
Dit was een Tsjechische fabriek die 120 cc tweetakt-hulpmotoren bouwde die in Praga-fietsframes werden gebouwd. Praga-fietsen hadden een bladgeveerd achterwiel.